# آرخوتی
آرخوتی (به لاتین: Arkhoti) یک دره در گرجستان است که در شهرداری دوشتی واقع شده‌است. آرخوتی ۲۴۱ کیلومتر مربع مساحت دارد.